# Eddie Niedzwiecki
Andrzej Edward „Eddie“ Niedzwiecki (* 3. Mai 1959 in Bangor) ist ein ehemaliger walisischer Fußballtorhüter und derzeitiger -trainer.

## Leben und Karriere
Niedzwiecki begann seine Karriere als 14-Jähriger bei AFC Wrexham. Insgesamt blieb der Torhüter sechs Jahre beim walisischen Klub. Im Sommer 1983 wechselte er zum FC Chelsea. Bei den Blues spielte er bis 1988 und stieg mit ihnen auch in die höchste englische Spielklasse auf. Im Alter von 28 Jahren beendete er seine Karriere aufgrund mehrerer Verletzungen. International spielte Niedzwiecki zwei Mal für die walisische Nationalmannschaft. Nach seiner Spielerkarriere war er noch Co-Trainer beim FC Chelsea, Trainer der Reservemannschaft des FC Arsenal und weiters Co-Trainer beim walisischen Team und bei den Blackburn Rovers. Seit 1999 gehört er zum Trainerstab von Mark Hughes, dem als Assistenztrainer bei allen Stationen an der Seite steht.